# Erardo Trentinaglia
Erardo Trentinaglia (Venezia, 1º aprile 1889 – Venezia, 3 giugno 1950) è stato un compositore italiano.

## Biografia
Figlio di Primo Trentinaglia (1854-1920), ingegnere, e di Pia Clotilde Daverio-Riesch (17 aprile 1864-30 marzo 1947) erede di una nobile e antica famiglia lombarda, ereditò il nome Erardo da Erardo Riesch, uno dei suoi nonni tedeschi, compie gli studi musicali al liceo civico musicale Benedetto Marcello di Venezia, dove si diploma in violino. Nel 1912 consegue il diploma in composizione con il maestro Mezio Agostini, con il poema lirico L'Aminta dalla favola boccaccesca di Torquato Tasso.
Il 2 gennaio 1912 assiste, al teatro Goldoni di Venezia, all'unica rappresentazione di Rosmunda, poema tragico di Sem Benelli, dove la protagonista è interpretata da Irma Gramatica. L'incontro tra i due segnerà la storia artistica di Trentinaglia.
Il 4 maggio 1913 firma una scrittura privata con la quale Benelli concede a Trentinaglia il diritto di musicare Rosmunda. Nel 1914 sposa Maria Teresa Tonetti, appartenente a un'antica famiglia di armatori veneziani con base in Istria (Fianona) e sorella di Giovanni Tonetti, il conte rosso. La famiglia vive tra Venezia e Stresa, dove possiede una villa in cui si riuniscono molti musicisti e scrittori, tra i quali Umberto Giordano, Italo Montemezzi, Pier Maria Rosso di San Secondo, Arturo Toscanini, Riccardo Pick-Mangiagalli, Victor De Sabata. All'inizio della guerra nasce a Stresa il figlio Italo (30 luglio 1915), che nel 1962 fonderà Le Settimane Musicali di Stresa.
I diritti dell’opera Rosmunda vengono acquistati nel 1923 dalla casa musicale Sonzogno. La prima rappresentazione si tiene al teatro Coccia di Novara il 20 gennaio 1929, con Rosmunda interpretata da Gilda Dalla Rizza. Il successo, come risulta dalle critiche dell'epoca è trionfale. La scrittura intreccia un ricco tessuto orchestrale, dove sono evidenti i cromatismi e qualche rimando wagneriano, con una vocalità dagli ampi declamati, che tuttavia si ammorbidisce in squarci melodici. Il risultato è una partitura moderna, dai tempi brevi, fatta di sonorità ora robuste ora sfrangiate, decadenti. L'opera sarà ripresa a Venezia, Verona, Piacenza, San Remo suscitando sempre grande approvazione.

Nel 1926 fonda, insieme a Guido Bianchini la Società veneziana dei concerti sinfonici di cui è presidente i primi due anni. La società sarà operativa per otto anni.
Dal 1929 al 1935 è direttore della società proprietaria del Gran Teatro La Fenice. In tale veste elabora la trasformazione del teatro in ente autonomo ed è artefice del suo trasferimento al Comune di Venezia che avverrà nel 1936. Il 1º ottobre 1931 è nominato direttore generale del teatro alla Scala, incarico da cui si dimette il 2 giugno 1932 per contrasti con la presidenza.
Il 27 aprile 1943 conclude un contratto per l’acquisto del diritto di musicale La festa, commedia in tre atti, di Sem Benelli.  Nel settembre 1946 è sovrintendente al Gran Teatro La Fenice per un mese.
Muore a Venezia il 3 giugno 1950, lasciando incompiuta la sua seconda opera. È sepolto nella tomba di famiglia nel cimitero di San Michele.

## Composizioni

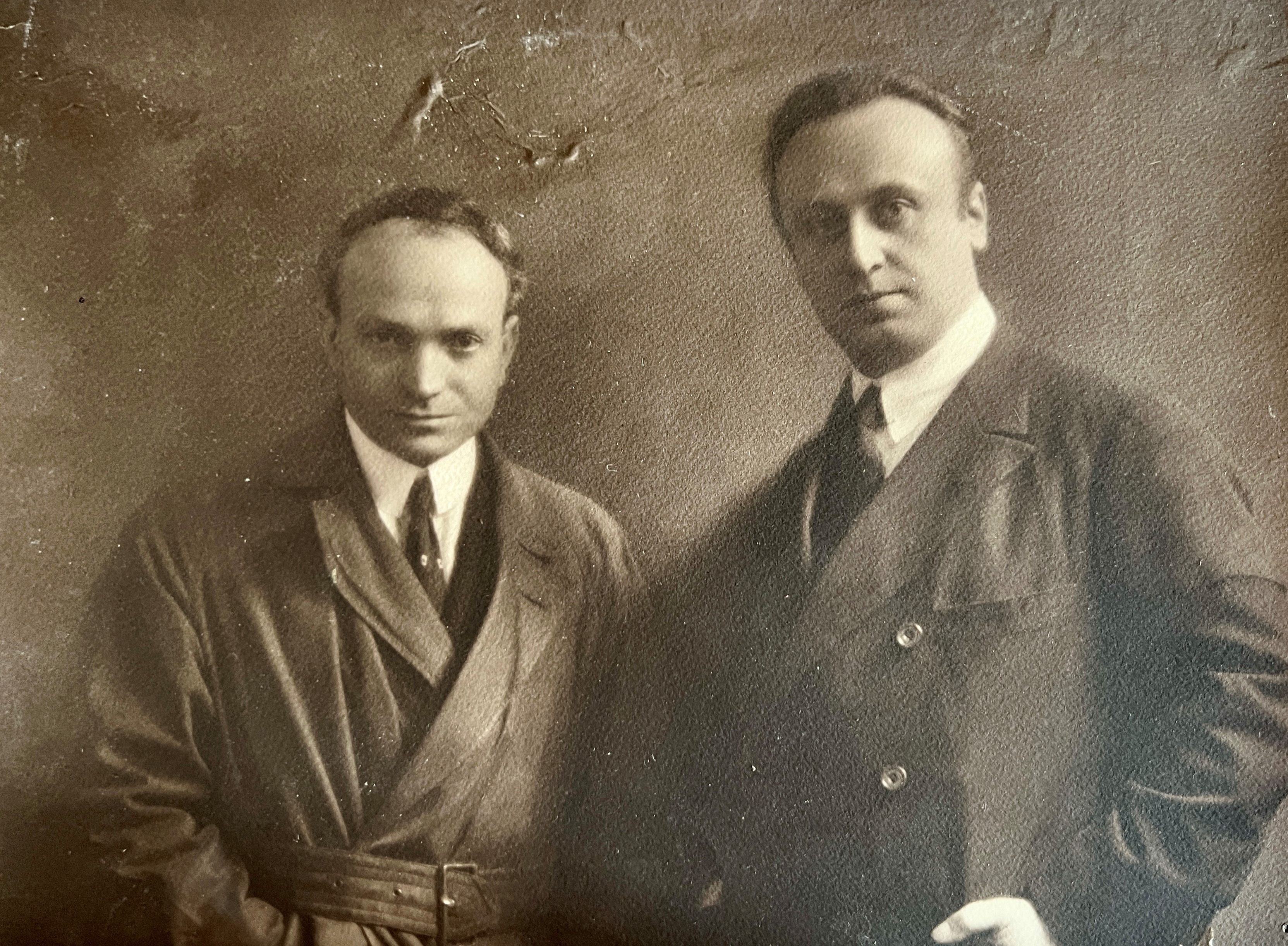
Erardo Trentinaglia e Sem Benelli

### Poemi lirici
- La mietitura (parole di Aldo Mion) 1912
- Aminta, poema lirico dalla favola boschereccia di Torquato Tasso, per tenore, baritono, due soprani, coro e orchestra, 1912.

### Musica da camera
- Romanza senza parole, per pianoforte
- Gavotta, per violino e piano, 1907
- Romanza, per violino e pianoforte
- Berceuse, per pianoforte
- Romanza, per pianoforte
- Gavotta, per pianoforte, 1910
- Sonata all'antica, per violino e piano

### Composizioni vocali
- Tre liriche all'antica, per canto e orchestra (Sonzogno, 1932)
- 4 acquerelli veneziani, per voce e pianoforte, su poesie di R. Selvatico (Sonzogno, 1938)
- Barcarola, per voce e pianoforte (Sonzogno, 1931)

### Pagine sinfoniche
- Serenata fantastica e danza slava per orchestra
- L'apparizione, quadro sinfonico per orchestra (Sonzogno, 1941)

### Opere liriche
- Rosmunda, opera in quattro atti, libretto di Sem Benelli (Sonzogno, 1926)
- La festa, opera in tre atti, libretto di Sem Benelli (incompiuta)

### Musiche di scena
- Per l'Arzigogolo (1922) di Sem Benelli
- Per la Santa Primavera, sagra in tre atti, di Sem Benelli, rappresentata la prima volta nel parco del Valentino a Torino il 21 luglio 1923
- Per l'Amorosa, tragedia, poema drammatico di Sem Benelli (1925)
- Per l'Orfeo e Proserpina (1929) di Sem Benelli
- Nuotando, canto per La festa di Sem Benelli (Sonzogno ,1941)